# 神人之家
《神人之家》（英語：A Holy Family）是2022年公開上映的台灣紀錄片，由盧盈良執導，以導演自身家庭為故事背景，講述了他與他家人之間的故事。該片獲取了2022年第24屆台北電影獎4項大獎，並且入圍第59屆金馬獎最佳紀錄片以及最佳剪輯。2023年獲得第4屆台灣影評人協會獎最佳影片獎。

## 獎項及提名
| 年份 | 評獎名稱                 | 獎項         | 提名者   | 結果 |
| ---- | ------------------------ | ------------ | -------- | ---- |
| 2022 | 瑞士真實影展             | 國際長片競賽 | 神人之家 | 入圍 |
| 2022 | 台北電影獎               | 百萬首獎     | 神人之家 | 獲獎 |
| 2022 | 台北電影獎               | 最佳紀錄片   | 神人之家 | 獲獎 |
| 2022 | 台北電影獎               | 最佳剪輯     | 黃懿齡   | 獲獎 |
| 2022 | 台北電影獎               | 觀眾票選獎   | 神人之家 | 獲獎 |
| 2022 | 金馬獎                   | 最佳紀錄片   | 神人之家 | 入圍 |
| 2022 | 金馬獎                   | 最佳剪輯     | 黃懿齡   | 入圍 |
| 2023 | 第4屆台灣影評人協會獎    | 最佳影片     | 神人之家 | 獲獎 |
| 2023 | 第4屆台灣影評人協會獎    | 最佳導演     | 盧盈良   | 入圍 |
| 2024 | 第14屆台灣國際紀錄片影展 | 台灣競賽     | 神人之家 | 入圍 |

## 外部連結
- 互联网电影数据库（IMDb）上《神人之家》的资料（英文）
- 台灣電影網上《神人之家》的資料（繁體中文）